# DJ Divinity
DJ Divinity (bürgerl. Frank Kittelmann) ist ein Berliner House-DJ und Musikproduzent.
Geprägt durch Gospel und Funk begann Divinity in den 1990er Jahren das Auflegen in Berlin. Er gehört seit dem Beginn 1996 zu den Resident DJs der sonntäglichen Schwulenparty GMF und der samstäglichen House-Reihe im Sage Club bis zu deren Ende 2007. Er produzierte die CSD-Hymen von 2002 (Free your Mind) und 2003 (Pride 25) und ist ein gefragter Remixer, der Titel von Mia., Rosenstolz, Jennifer Rostock, Klee und Juli für den Dancefloor bearbeitete. Seit 2006 arbeitet er mit Nina Queer zusammen, mit der er zwei Alben, einige Singles und gemeinsame Auftritte absolvierte. Festivalauftritte hatte Divinity beim Nature One (2007) und dem SonneMondSterne (2007, 2011 + 2012).

## Diskografie (Alben)
- 2009: Discopony (mit Nina Queer)
- 2012: Hat hier irgendjemand ne Nutte bestellt? (mit Nina Queer)